# Лейкнір (Рейк'явік)
«Лейкнір» (ісл. Leiknir) — ісландський футбольний клуб із Рейк'явіка, заснований 1973 року.

## Історія
Спортивний клуб «Лейкнір» заснований у 1973 році. Футбольна команда найбільш відома. 2014 року здобула право дебютувати в Урвалсдейлд. Дебют виявився невдалим «Лейкнір» посів передостанне місце. Через п'ять років футбольна команда повернулась до найвищого дивізіону Ісландії.

## Інші секції клубу
Основною секцією спортивного клубу є футбольна, яка має чітку структуру від дитячої команди до дорослої. Окрім цього клуб культивує баскетбол та карате.
Баскетбольна команда здобула перемогу в другому дивізіоні Ісландії в 2016 році.